# روخلیو مارسلو
روخلیو مارسلو (انگلیسی: Rogelio Marcelo؛ زادهٔ ۱۱ ژوئن ۱۹۶۵) بوکسور اهل کوبا بود.